# Mohsen Karimi
Seyed Mohsen Karimi (en persa: سید محسن کریمی; Sarí, Irán, 20 de septiembre de 1994) es un futbolista iraní. Se desempeña como delantero en el Esteghlal FC de la Iran Pro League.

## Clubes
| Club         | País | Año   | Partidos | Goles |
| ------------ | ---- | ----- | -------- | ----- |
| Esteghlal FC | Irán | 2012- | 38       | 8     |

## Selección nacional
| Selección | Año       | Partidos | Goles |
| --------- | --------- | -------- | ----- |
| Sub-23    | 2015-2016 | 3        | 0     |